# Sigrid Nunez
Pour les articles homonymes, voir Núñez.
Œuvres principales
- Et nos yeux doivent accueillir l'aurore
- Sempre susan : Souvenirs sur Sontag
- L'Ami
- Quel est donc ton tourment ?

Sigrid Nunez, née le 22 mars 1951 à New York, est une écrivaine américaine, également enseignante et journaliste. Son septième roman, L'Ami, obtient le National Book Award 2018.

## Biographie

### Enfance et formation
Sigrid Nunez naît à New York en 1951. Elle grandit à Brooklyn et Staten Island,.
Son père est un immigré sino-panaméen. Il est rentré illégalement aux États-Unis, travaillant dans la cuisine d'un hôpital et dans des restaurants chinois. À l’âge de 30 ans, il rejoint l’armée pour combattre lors de la Seconde Guerre mondiale. À la fin du conflit, il rencontre et épouse une Allemande de dix-neuf ans, la mère de Sigrid Nunez. Leur mariage sera peu heureux.
Au début des années 1970, Sigrid Nunez suit un atelier d'écriture de premier cycle à Barnard dispensé par la romancière et critique Elizabeth Hardwick, à qui elle fera lire ses premiers travaux. Lectrice passionnée et bonne étudiante, elle peut se rendre à l'université grâce à l'obtention d'une bourse. Elle obtient son diplôme en 1972.
Elle met ensuite en pause son travail d'assistante éditoriale à la New York Review of Books pour intégrer une maîtrise en beaux-arts à l'Université de Columbia,.

### Carrière

#### Littérature
Sigrid Nunez écrit depuis sa jeunesse. Elle est passionnée par Virginia Woolf et passe de nombreuses années à essayer d'écrire comme elle.
En 1981, elle publie son premier texte dans un petit magazine. Il s'agit d'un extrait d'une nouvelle fantastique considérée par Elizabeth Hardwick comme étant mauvaise. Même si cette dernière lui indique que ça ne vaut pas la peine qu'elle écrive, Sigrid Nunez persévère, s'essayant à différents styles.
L'une de ses nouvelles est publiée dans Ellery Queen's Mystery Magazine en 1985.
Elle ne publie son premier roman, A Feather on the Breath of God (« une plume sur le souffle de Dieu », non traduit), qu’en 1995. Le livre est largement autobiographique. Elle y relate son enfance et son adolescence. Son travail rencontre un succès critique et commercial.
Mitz: The Marmoset of Bloomsbury (« Mitz : Le Ouistiti de Bloomsbury », non traduit) sort en 1998. Il s'agit d'une fausse biographie d'un ouistiti de compagnie appartenant à Leonard et Virginia Woolf. L'histoire se déroule en Angleterre juste avant la Seconde Guerre mondiale et dresse le double portrait d'un couple littéraire dévoué l'un à l'autre, à leurs amis et à leur famille, à leurs animaux de compagnie, à leurs écrits et à la Hogarth Press, qu'ils dirigent depuis le sous-sol de leur maison de Tavistock Square, à Londres. Pour réaliser son roman, l'autrice étudie les journaux intimes, les lettres et les autobiographies de Leonard et Virginia Woolf, plusieurs biographies ainsi que les mémoires de leur neveu Quentin Bell. Comme dans la plupart de ses romans, Sigrid Nunez évoque les difficultés du métier d'écrivain et les douleurs liées à la perte,. NPR décrit le livre comme étant un « joyau littéraire ironique et extrêmement intelligent sur le dévouement ». 
Son roman publié en 2001, Pour Rouenna, qui raconte les expériences d'une femme pendant la guerre du Vietnam, est considéré par beaucoup comme son « œuvre révolutionnaire ». Le livre évoque une nouvelle fois le deuil et le métier d'écrivain, en relatant la vie d'une écrivaine hantée par sa brève amitié avec une ancienne infirmière de combat du Vietnam qui s'est donné la mort.
En 2006, elle publie Et nos yeux doivent accueillir l'aurore (The Last of Her Kind), traduit en français en 2014. Le roman évoque l'amitié, débutée en 1968, entre deux jeunes femmes issues de milieux sociaux opposés, et plus généralement les idées contestataires des années 1970. Le titre est extrait d'une chanson de Bob Dylan. Un journaliste de Salon, Andrew O'Hehir, écrit à propos du travail de Sigrid Nunez qu' « il s'épanouit en un roman social puissant et aigu, peut-être le meilleur jamais écrit sur cette génération particulière de jeunes Américains qui croyaient que leur destin était de façonner l'histoire».
Dans Salvation City (2010), un garçon, Cole, devient orphelin à cause d'une pandémie mondiale de grippe et est envoyé vivre avec un pasteur évangélique et sa femme. Le roman est une histoire d’amour, de trahison et de pardon. Gary Shteyngart déclare qu'il « incite à reconsidérer l’ordre de notre monde » et Publishers Weekly explique que « le grand succès du livre de Nunez est que la fin du monde est filtrée à travers la perspective imparfaite de Cole, de sorte que l'effondrement de la société n'est pas plus dévastateur que le premier amour ».
Elle publie en 2011 Sempre Susan : Souvenirs sur Sontag (Sempre Susan: A Memoir of Susan Sontag), un récit sur la vie de Susan Sontag, qu'elle côtoie un temps, au milieu des années 1970 : à 25 ans, recommandée par la New York Review of Books, Sigrid Nunez devient en effet la secrétaire de cette dernière. Elle s'occupe de son courrier et devient proche de la famille, jusqu'à se mettre en couple avec le fils de Susan Sontag, David Rieff, et à s'installer à leur domicile, au 340 Riverside Drive.
Son septième roman, L'Ami (The Friend), qui évoque le deuil, l'amitié, la littérature et l'amour des chiens, obtient le National Book Award 2018,. Il est considéré comme « un chef-d’œuvre subtil et sans prétention » par The New York Times. « Une merveilleuse démonstration d’intelligence, d’humour, de profondeur et de sensibilité autour d’un deuil symbolisé par un chien encombrant » écrit Raphaëlle Leyris, journaliste au journal Le Monde. En France, le livre est finaliste du prix Femina 2019 et du Prix du Meilleure Livre Étranger 2019,. 
L'Ami devient un best-seller international, traduit dans plus de trente langues, et permet à Sigrid Nunez de vivre enfin de son écriture. Elle est également largement médiatisée à partir de cette période.
Dans Quel est donc ton tourment ? (What Are You Going Through), sorti en France en 2023, la narratrice accompagne une amie en phase terminale d'un cancer, puis d'autres personnes (une logeuse, un ancien amant, le fils d’une voisine, etc.), évaluant de fait sa capacité à être empathique,. Le titre est tiré d’une phrase de Simone Weil. Le livre est la suite officieuse de L’Ami, mêlant politique, écologie et fin de vie,.
En octobre 2023 sort son neuvième roman, The vulnerables, qui forme, via une narration similaire et des thèmes récurrents, une trilogie avec ses deux précédents ouvrages. Ce roman se déroule pendant le confinement. Le personnage principal doit s'occuper d'un ara abandonné en s'installant dans l'appartement de ses anciens propriétaires alors qu'un jeune homme en difficulté y a également emménagé, engendrant des complications. Le livre aborde les thèmes du vieillissement, de la précarité littéraire et du fossé entre les générations. L'humour est également une constante de cette trilogie et plus généralement de l'ensemble de son œuvre.

#### Journalisme et enseignement
Sigrid Nunez est parallèlement journaliste et professeure.
Elle devient au début de sa carrière assistante éditoriale à Putnam puis à la New York Review of Books, en tant qu'assistante de Robert Silvers,.
Elle accepte ensuite de petits emplois comme assistante de recherche pour un écrivain ou correctrice d'épreuves pour un éditeur.
Au début des années 90, elle commence à enseigner l’anglais aux immigrants russes par l’intermédiaire de la New York Association for New Americans.
Par la suite, elle écrit régulièrement des articles pour diverses revues comme The New York Times ou Harper's Magazine,. Elle enseigne en outre la création littéraire à Syracuse, au Smith College, à Boston University, à Columbia, à Princeton, au Hunter College, à New York University et à la New School,. Elle est enfin un temps écrivaine en résidence à Amherst, Baruch, Vassar ou à l’Université de Californie.

### Vie privée
Elle vit à New York, dans le quartier de Lower Manhattan,,.

## Reconnaissance et prix
« Ils ressemblent à des romans policiers. Une fois que vous y entrez, vous n'en sortez pas avant d'avoir atteint la fin. » déclare l'écrivaine Lucy Sante à propos des romans de Sigrid Nunez. « Dans sa fiction, Nunez a expérimenté une vaste gamme de genres et de thèmes, marqués par un ton sobre, intime et confessionnel » peut-on lire dans un article du Bard College. A propos de L'Ami, The New York Review of Books écrit que « le sens aigu de l'observation de Nunez en fait une chroniqueuse naturelle » et, selon The New Yorker, « Nunez s'est révélée être une experte en acuité psychologique ».
Sigrid Nunez obtient le National Book Award 2018 pour son septième roman, L'Ami. Son travail apparaît dans des anthologies, dont quatre volumes du prix Pushcart, quatre anthologies de littérature asiatique-américaine et The Best American Short Stories 2019. Elle est récipiendaire du Whiting Writer's Award, du Berlin Prize Fellowship et de deux prix de l'Académie américaine des arts et des lettres : le Rosenthal Foundation Award et le Rome Prize in Literature.
Son travail est traduit dans plus de trente langues.

## Œuvres

### Romans
- (en) A Feather on the Breath of God, 1995
- (en) Naked Sleeper, 1996
- (en) Mitz: The Marmoset of Bloomsbury, 1998
- Pour Rouenna, Flammarion, 2002 ((en) For Rouenna, 2001)
- Et nos yeux doivent accueillir l'aurore, Rue Fromentin, 2014 ((en) The Last of Her Kind, 2006)
- (en) Salvation City, 2010
- L'Ami, Stock, 2019 ((en) The Friend, 2018)
- Quel est donc ton tourment ?, Stock, 2023 ((en) What Are You Going Through, 2020)
- The vulnerables, 2023

### Mémoires
- Sempre Susan : Souvenirs sur Sontag, 13e note, 2012 ((en) Sempre Susan: A Memoir of Susan Sontag, 2011)

## Adaptation au cinéma
- 2024: La Chambre d'à côté, film de Pedro Almodóvar[22] (2024), inspiré du roman Quel est donc ton tourment ?[23]